# دوجال ويلسون
دوجال ستيوارت ويلسون (من مواليد أغسطس 1971) هو مخرج إنجليزي للإعلانات التجارية ومقاطع الفيديو الموسيقية والأفلام. تشمل أعماله إخراج العديد من إعلانات عيد الميلاد لشركة جون لويس والفيديو الموسيقي المرشح لجائزة غرامي لأغنية "الحياة بالألوان المتعددة الجزء الثاني" (2009) لفريق كولدبلاي. قام بأول ظهور سينمائي له مع بادينغتون في البيرو (2024)، وهو الجزء الثالث من سلسلة بادينغتون.

## الحياة المبكرة والإلهام
وُلِد ويلسون في هيسوال، مرزيسايد في أغسطس 1971.  في شبابه، لعب في سلسلة من الفرق الموسيقية.  مستوحى من فيلم الخيال العلمي الملحمي 2001: ملحمة الفضاء (1968) للمخرج ستانلي كوبريك، ومهتم بعلم الفلك، قرر ويلسون دراسة العلوم الطبيعية في جامعة دورهام.  أثناء الدراسة، بدأ في تصميم الملصقات للحفلات والمسرحيات الجامعية وصنع ديكورات لبعض تلك المسرحيات في وقت فراغه. 
تخرج ويلسون من دورهام في عام 1992. لقد استلهم رغبته في أن يصبح مخرجًا بعد سماعه مقابلة على راديو بي بي سي 4 مع ريدلي سكوت وآلان باركر حيث قالا إنهما بدآ في الأفلام الروائية من خلال إخراج الإعلانات التجارية.  كان أول إعلان أخرجه ويلسون في وكالة ليث للإعلان في إدنبرة، حيث كان يعمل كاتبًا للإعلانات قبل انتقاله إلى لندن. 

## حياة مهنية
أخرج ويلسون إعلانات تجارية لشركات مثل أبل وإيكيا و أورانج و ستيلا ارتواز وشركة أوليمبوس وإيه تي آند تي و سيفستور و بيك (مصنع) وكوكا كولا.  أصبحت إعلاناته الخاصة بعيد الميلاد لصالح متجر جون لويس وشركائه في المملكة المتحدة، بما في ذلك "الانتظار الطويل" (2011)، و"الرحلة" (2012)، و"مونتي البطريق" (2014)، و"باستر الملاكم" (2016)، و"إدغار المثير" (2019)، جزءًا شائعًا من الثقافة الشعبية البريطانية.   في عام 2016، قام بتصوير إعلان مدته ثلاث دقائق بعنوان نحن البشر الخارقون، للترويج لبث قناة 4 لدورة الألعاب البارالمبية الصيفية 2016 في ريو دي جانيرو. 
تشمل مقاطع الفيديو الموسيقية العديدة الخاصة به "ساتيسفاكشون" لبيني بيناسي، و"تريبوليشنز" لنظام صوت إل سي دي، و"من أنا" لـ ويل يونغ، و"أعدني إلى منزلك" لـبايسمنت جاكس،  و"لا تدعه يضيع وقتك" لجارفيس كوكر، و"ماذا يجب على الفتاة أن تفعل؟" لالخفاش للرموش، و"سعادة" و"الحياة بالألوان المتعددة الجزء الثاني" لـ كولدبلاي. 
في عام 2007، شارك في إخراج فيلم قصير بعنوان روبيش، بطولة مارتن فريمان، آنا فرايل وجايمس لانس. في العام التالي، أخرج كوميديا صامتة مدتها أربع دقائق تكريمًا لشركة سكاي آرتس والأوبرا الوطنية الإنجليزية، استنادًا إلى أغنية "لارجو آل فاكتوتوم" من فيلم حلاق إشبيلية وبطولة ماثيو باينتون في دور فيجارو.   في أكتوبر 2010، تم إصدار فيلم قصير من إخراج ويلسون وبطولة جيليان أندرسون، بعنوان لا يوجد ضغط، من خلال حملة 10:10 في بريطانيا لنشر الوعي بتغير المناخ.  تم تأليف الفيلم الذي تبلغ مدته أربع دقائق بواسطة ريتشارد كيرتس، ويظهر فيه مجموعات من الأشخاص يُسألون عما إذا كانوا مهتمين بالمشاركة في المشروع الهادف إلى تقليل انبعاثات الكربون، ثم يتم تفجيرهم بشكل مروع بعد فشلهم في إظهار الحماس للقضية.    أثار الفيلم رد فعل سلبي فوري في وسائل الإعلام وتم سحبه من التداول العام في نفس اليوم الذي تم إصداره فيه.  
في يونيو 2022، أُعلن أن ويلسون سيخرج أول فيلم روائي طويل له، بادينغتون في البيرو، الجزء الثالث من سلسلة بادينغتون.   في تصريح لموقع Variety، قال: "بصفتي من أشد المعجبين بالفيلمين الأولين، فأنا متحمس للغاية (إن لم يكن خائفًا بعض الشيء) لمواصلة قصة بادينغتون. إنها مسؤولية ضخمة، لكن كل جهودي ستركز على صنع فيلم ثالث يكرم الحب الذي يكنه الكثير من الناس لهذا الدب المميز للغاية".  تم إصدار الفيلم في المملكة المتحدة في 8 نوفمبر 2024 وتلقى مراجعات إيجابية. 

## الأوسمة
فاز ويلسون مرتين بجائزة أفضل مخرج في جوائز المملكة المتحدة للإبداع والتصميم، في عامي 2004 و2005،   بالإضافة إلى فوزه بالميدالية الذهبية والفضية والبرونزية في مهرجان كان ليونز الدولي للإعلان   وجوائز التصميم والتوجيه الفني في عامي 2006 و2008.   تم ترشيحه كمدير العام من قبل Ad Age في عام 2019،   وتم الاعتراف به في قائمة Adweek 's Creative 100 للمحترفين وراء "العمل الأكثر ابتكارًا" في عام 2018.  في عام 2020، تم ترشيحه من قبل نقابة المخرجين الأمريكية لإنجازه الإخراجي المتميز في الإعلانات التجارية. 
حصل ويلسون على ترشيحين لأفضل فيديو في حفل توزيع جوائز MTV Europe Music Awards لعامي 2004 و2007 لإخراج الفيديو الموسيقي لأغنية "لائق ولكنك تعرف ذلك" لفرقة ذا ستريتز وأغنية "ماذا يجب على الفتاة أن تفعل؟" لفرقة الخفاش للرموش. في حفل توزيع جوائز الفيديو الموسيقي في المملكة المتحدة لعام 2008، حصل الفيديو الموسيقي لأغنية "السعادة" لجولدفراب على ترشيحات لأفضل مخرج وأفضل فيديو بوب. [2] في حفل توزيع جوائز جرامي السنوي الثاني والخمسين، تم ترشيحه لجائزة أفضل فيديو موسيقي قصير بأغنية "الحياة بالألوان المتعددة الجزء الثاني" لفرقة كولدبلاي.
وقد ظهر أيضًا على الغلاف الأمامي لطبعة مارس 2009 من مجلة Creativity وهو يرتدي حقيبة نفاثة ويبدو وكأنه يحوم على ارتفاع بضعة أقدام فوق الأرض أمام موقف للسيارات. في الداخل، قاد المقال الرئيسي للطبعة، "الإخراج 101"، حيث قدم "15 من أفضل المخرجين" النصائح التي تعلموها في العمل. 

## روابط خارجية
- دوجال ويلسون على موقع IMDb (الإنجليزية)
- دوجال ويلسون على موقع ألو سيني (الفرنسية)
- دوجال ويلسون على موقع ميوزك برينز (الإنجليزية)
- دوجال ويلسون على موقع قاعدة بيانات الفيلم (الإنجليزية)